# Patrick K. Dewdney
Pour les articles homonymes, voir Dewdney.
Œuvres principales
- Série Le Cycle de Syffe

Patrick K. Dewdney, né le 26 octobre 1984 en Angleterre, est un écrivain français d'origine britannique. Il vit en Limousin et écrit en français.

## Biographie
A l'âge de sept ans, Patrick K. Dewdney et sa famille quittent Plymouth et viennent s'installer en Corrèze. Il fait ses classes au lycée Darnet de Saint-Yrieix-la-Perche avant de suivre des études littéraires à l'université de Limoges.
Perséphone Lunaire, son premier recueil de poésie, est publié en 2010.
Finaliste 2015 du prix Virilo pour Crocs, Patrick K. Dewdney l'obtient en 2017 pour Écume. Il remporte le prix Julia-Verlanger 2018, le prix Imaginaire de la 25ème heure du livre du Mans, le prix Pépite du salon du livre et de la presse jeunesse de Montreuil, et le prix Libr'à Nous 2019 dans la catégorie Imaginaire pour son roman L’Enfant de poussière. Il remporte le grand prix de l'Imaginaire 2019 pour les deux premiers romans du Cycle de Syffe, tous deux illustrés par Fanny Étienne-Artur.

## Œuvres

### SérieLe Cycle de Syffe
1. L’Enfant de poussière[5], Au diable vauvert, 2018, 618 p.  (ISBN 979-10-307-0121-0)Réédition, Gallimard, coll. « Folio SF » no 664, 2020, 800 p. (ISBN 978-2-07-274669-7)
2. La Peste et la Vigne, Au diable vauvert, 2018, 608 p.  (ISBN 979-10-307-0212-5)Réédition, Gallimard, coll. « Folio SF » no 688, 2021, 720 p. (ISBN 978-2-07-274674-1)
3. Les Chiens et la Charrue, Au diable vauvert, 2021, 656 p.  (ISBN 979-10-307-0426-6)Réédition, Gallimard, coll. « Folio Fantasy » no 730, 2023, 784 p. (ISBN 978-2-07-302029-1)
4. La Maison des veilleurs, Au diable vauvert, 2024, 656 p.  (ISBN 979-10-307-0612-3)

### Romans indépendants
- Neva, Les Contrebandiers, 2007, 105 p.  (ISBN 978-2-915438-30-7)
- Perséphone Lunaire, Chloé des Lys, 2010, 66 p.  (ISBN 2874594334)
- Mauvaise Graisse, Geste, coll. « Le Geste noir », 2013, 221 p.  (ISBN 978-2-36746-017-8)
- Crocs[6], La Manufacture de livres, coll. « Territori », 2015, 190 p.  (ISBN 978-2-358-87101-3)
- Écume, La Manufacture de livres, coll. « Territori », 2017, 169 p.  (ISBN 978-2-35887-237-9)

### Nouvelles
- Ascension, 2018Publiée dans Utopiales 2018, ActuSF, coll. « Les Trois Souhaits », p. 143-154 (ISBN 978-2-36629-947-2)
- Demain sera le cinquième jour, 2020Publiée dans C'est l'Anarchie, Éditions du Caïman  (ISBN 9782919066827)
- Causse, 2022Publiée dans Prépare la Paix, Les Moutons électriques (ISBN 9782490972913)
- Le futur, c'est maintenant, 2023Publiée dans Nos futurs désirables, La Manufacture de livres (ISBN 9782490972913)